# Évolution du collège épiscopal français en 2016
Liste des évêques français
- 2012
- 2013
- 2014
- 2015
- 2016
- 2017
- 2018
- 2019
- 2020

Cette page a pour but de présenter les évolutions intervenues au sein du collège épiscopal français au cours de l'année 2016, ainsi que la situation des évêques des diocèses de France métropolitaine et d'outre-mer, mais également des évêques français exerçant pour la curie romaine ou pour des diocèses étrangers au 31 décembre 2016.

## Évolution du1erjanvier au 31 décembre 2016
| Date              | Événement                                                   | Titre                                                |
| ----------------- | ----------------------------------------------------------- | ---------------------------------------------------- |
| 9 janvier 2016    | Mort de Paul-Marie Rousset                                  | Évêque émérite de Saint-Étienne                      |
| 10 janvier 2016   | Ordination épiscopale et installation d'Hervé Gosselin      | Évêque d'Angoulême                                   |
| 28 janvier 2016   | Mort d'Émile Destombes                                      | Vicaire apostolique émérite de Phnom-Penh (Cambodge) |
| 28 février 2016   | Ordination épiscopale et installation de François Touvet    | Évêque de Châlons-en-Champagne                       |
| 9 mars 2016       | Retrait de Bernard Housset                                  | Évêque émérite de La Rochelle                        |
| 9 mars 2016       | Nomination de Georges Colomb                                | Évêque de La Rochelle                                |
| 17 mars 2016      | Retrait d'Hippolyte Simon                                   | Archevêque émérite de Clermont                       |
| 14 avril 2016     | Nomination de Bertrand Lacombe                              | Évêque auxiliaire de Bordeaux                        |
| 16 avril 2016     | Retrait de Louis Pelâtre                                    | Vicaire apostolique émérite de Istanbul (Turquie)    |
| 5 mai 2016        | Ordination épiscopale et installation de Georges Colomb     | Évêque de La Rochelle                                |
| 18 mai 2016       | Nomination de Sylvain Bataille                              | Évêque de Saint-Étienne                              |
| 12 juin 2016      | Ordination épiscopale et installation de Bertrand Lacombe   | Évêque auxiliaire de Bordeaux                        |
| 15 juin 2016      | Retrait de Jean-Paul Mathieu                                | Évêque émérite de Saint-Dié                          |
| 15 juin 2016      | Nomination de Didier Berthet                                | Évêque de Saint-Dié                                  |
| 15 juin 2016      | Nomination d'Emmanuel Gobilliard                            | Évêque auxiliaire de Lyon                            |
| 25 juin 2016      | Nomination de Denis Jachiet                                 | Évêque auxiliaire de Paris                           |
| 25 juin 2016      | Nomination de Thibault Verny                                | Évêque auxiliaire de Paris                           |
| 3 juillet 2016    | Ordination épiscopale et installation de Sylvain Bataille   | Évêque de Saint-Étienne                              |
| 6 juillet 2016    | Mort de Michel Coloni                                       | Archevêque émérite de Dijon                          |
| 4 septembre 2016  | Ordination épiscopale et installation de Didier Berthet     | Évêque de Saint-Dié                                  |
| 9 septembre 2016  | Ordination épiscopale et installation de Denis Jachiet      | Évêque auxiliaire de Paris                           |
| 9 septembre 2016  | Ordination épiscopale et installation de Thibault Verny     | Évêque auxiliaire de Paris                           |
| 11 septembre 2016 | Ordination épiscopale et installation d'Emmanuel Gobilliard | Évêque auxiliaire de Lyon                            |
| 20 septembre 2016 | Nomination de François Kalist                               | Archevêque de Clermont                               |
| 20 septembre 2016 | Mort de Jean Chabbert                                       | Archevêque-évêque émérite de Perpignan               |
| 15 décembre 2016  | Nomination de Jean-Pierre Cottanceau                        | Archevêque de Papeete                                |
| 24 décembre 2016  | Nomination de Paul Desfarges                                | Archevêque d'Alger (Algérie)                         |
| 25 décembre 2016  | Mort de Léon Soulier                                        | Évêque émérite de Limoges                            |

Soit pour l'année 2016 :
- Dix nominations dont
  - Huit nominations de nouveaux évêques en France
  - Un transfert d'évêque (ou succession par un coadjuteur)
  - Une nomination d'évêque français au service d'un diocèse étranger
- Neuf ordinations épiscopales
- Quatre départs en retraite
- Cinq décès

## Situation des évêques français au 31 décembre 2016

### France métropolitaine
- Agen : Hubert Herbreteau
- Aire et Dax :  Hervé Gaschignard, Philippe Breton évêque émérite, Robert Sarrabère évêque émérite
- Aix-en-Provence et Arles : Christophe Dufour, Claude Feidt archevêque émérite
- Ajaccio :  Olivier de Germay
- Albi, Castres et Lavaur :  Jean Legrez
- Amiens :  Olivier Leborgne, François Bussini évêque émérite, Jacques Noyer évêque émérite
- Angers :  Emmanuel Delmas, Jean-Louis Bruguès évêque émérite, archevêque par titre, Jean Orchampt évêque émérite
- Angoulême : Hervé Gosselin, Claude Dagens évêque émérite, Georges Rol évêque émérite
- Annecy :  Yves Boivineau
- Arras, Boulogne sur Mer et Saint Omer : Jean-Paul Jaeger
- Auch, Condom, Lectoure et Lombez :  Maurice Gardès, Maurice Fréchard archevêque émérite
- Autun, Chalon et Mâcon :  Benoît Rivière, Raymond Séguy évêque émérite
- Avignon :  Jean-Pierre Cattenoz
- Bayeux et Lisieux : Jean-Claude Boulanger, Pierre Pican évêque émérite
- Bayonne, Lescar et Oloron : Marc Aillet, Pierre Molères évêque émérite
- Beauvais, Noyon et Senlis :  Jacques Benoit-Gonnin
- Belfort-Montbéliard : Dominique Blanchet, Claude Schockert évêque émérite
- Belley-Ars : Pascal Roland, Guy Bagnard évêque émérite
- Besançon : Jean-Luc Bouilleret
- Blois : Jean-Pierre Batut, Maurice de Germiny évêque émérite
- Bordeaux et Bazas : cardinal Jean-Pierre Ricard, Bertrand Lacombe  évêque auxiliaire.
- Bourges : Armand Maillard, Hubert Barbier archevêque émérite, Pierre Plateau archevêque émérite
- Cahors : Laurent Camiade
- Cambrai : François Garnier
- Carcassonne et Narbonne : Alain Planet, Jacques Despierre évêque émérite
- Châlons-en-Champagne : François Touvet, Gilbert Louis évêque émérite
- Chambéry, Maurienne et Tarentaise : Philippe Ballot
- Chartres : Michel Pansard
- Clermont : François Kalist, Hippolyte Simon archevêque émérite
- Coutances et Avranches : Laurent Le Boulc'h, Jacques Fihey évêque émérite
- Créteil : Michel Santier, Daniel Labille évêque émérite
- Digne-les-Bains, Riez et Sisteron : Jean-Philippe Nault, François-Xavier Loizeau évêque émérite, Edmond Abelé évêque émérite
- Dijon : Roland Minnerath
- Évreux : Christian Nourrichard, Jacques David évêque émérite
- Évry-Corbeil-Essonnes : Michel Dubost, Guy Herbulot évêque émérite, Albert Malbois évêque émérite
- Fréjus et Toulon : Dominique Rey
- Gap et Embrun : Jean-Michel di Falco
- Grenoble et Vienne : Guy de Kerimel
- Langres : Joseph de Metz-Noblat, Philippe Gueneley évêque émérite
- La Rochelle et Saintes : Georges Colomb, Bernard Housset évêque émérite
- Laval : Thierry Scherrer
- Le Havre : Jean-Luc Brunin, Michel Guyard évêque émérite
- Le Mans : Yves Le Saux
- Le Puy-en-Velay : Luc Crepy
- Lille : Laurent Ulrich, Gérard Coliche évêque auxiliaire, Gérard Defois évêque émérite
- Limoges : vacant
- Luçon :  Alain Castet
- Lyon : Cardinal Philippe Barbarin, Patrick Le Gal évêque auxiliaire, Emmanuel Gobilliard évêque auxiliaire
- Marseille : Georges Pontier, Jean-Marc Aveline évêque auxiliaire, Cardinal Bernard Panafieu archevêque émérite
- Meaux : Jean-Yves Nahmias, Albert-Marie de Monléon évêque émérite, Yves Bescond évêque auxiliaire émérite
- Mende : François Jacolin, Paul Bertrand évêque émérite
- Metz : Jean-Christophe Lagleize, Pierre Raffin évêque émérite
- Montauban : Bernard Ginoux, Jacques de Saint-Blanquat évêque émérite
- Montpellier, Lodève, Béziers, Agde et Saint Pons de Thomières : Pierre-Marie Carré, Guy Thomazeau, archevêque émérite, Claude Azéma évêque auxiliaire
- Moulins : Laurent Percerou
- Nancy-Toul : Jean-Louis Papin
- Nanterre : Michel Aupetit, Gérard Daucourt évêque émérite, François Favreau évêque émérite
- Nantes : Jean-Paul James, Georges Soubrier évêque émérite
- Nevers : Thierry Brac de La Perrière
- Nice : André Marceau, Louis Sankalé évêque émérite, Jean Bonfils évêque émérite
- Nîmes, Uzès et Alès : Robert Wattebled
- Orléans : Jacques Blaquart, André Fort évêque émérite
- Pamiers, Couserans et Mirepoix : Jean-Marc Eychenne, Marcel Perrier évêque émérite
- Paris : Cardinal André Vingt-Trois, Jérôme Beau évêque auxiliaire, Eric de Moulins-Beaufort évêque auxiliaire, Denis Jachiet évêque auxiliaire, Thibault Verny évêque auxiliaire.
- Périgueux et Sarlat : Philippe Mousset, Michel Mouïsse évêque émérite
- Perpignan-Elne : Norbert Turini
- Poitiers : Pascal Wintzer, Albert Rouet archevêque émérite
- Pontoise : Stanislas Lalanne
- Quimper, Cornouailles et Léon : Laurent Dognin, Jean-Marie Le Vert évêque émérite
- Reims : Thierry Jordan, Bruno Feillet évêque auxiliaire, Joseph Boishu évêque auxiliaire émérite.
- Rennes, Dol et Saint Malo : Pierre d'Ornellas, Nicolas Souchu évêque auxiliaire
- Rodez et Vabres : François Fonlupt
- Rouen : Dominique Lebrun, Jean-Charles Descubes archevêque émérite
- Saint-Brieuc et Tréguier : Denis Moutel, Lucien Fruchaud évêque émérite
- Saint-Claude : Vincent Jordy
- Saint-Denis : Pascal Delannoy, Olivier de Berranger évêque émérite
- Saint-Dié : Didier Berthet, Jean-Paul Mathieu évêque émérite, Paul-Marie Guillaume évêque émérite
- Saint-Étienne : Sylvain Bataille
- Saint-Flour : Bruno Grua, René Séjourné évêque émérite
- Séez : Jacques Habert
- Sens et Auxerre : Hervé Giraud, Yves Patenôtre archevêque émérite, Georges Gilson archevêque émérite
- Soissons, Laon et Saint-Quentin : Renauld de Dinechin, Marcel Herriot évêque émérite
- Strasbourg : Jean-Pierre Grallet, Christian Kratz évêque auxiliaire, Vincent Dollmann, évêque auxiliaire, Joseph Doré archevêque émérite
- Tarbes et Lourdes : Nicolas Brouwet, Jacques Perrier évêque émérite
- Toulouse, Saint Bertrand de Comminges et Rieux : Robert Le Gall, Émile Marcus archevêque émérite
- Tours : Bernard-Nicolas Aubertin
- Troyes : Marc Stenger
- Tulle : Francis Bestion, Bernard Charrier évêque émérite
- Valence, Die et Saint-Paul-Trois-Châteaux : Pierre-Yves Michel, Didier-Léon Marchand évêque émérite
- Vannes : Raymond Centène, François-Mathurin Gourvès évêque émérite
- Verdun : Jean-Paul Gusching, François Maupu évêque émérite
- Versailles : Éric Aumonier, Jean-Charles Thomas évêque émérite
- Viviers : Jean-Louis Balsa, François Blondel évêque émérite

- Diocèse aux Armées françaises : Luc Ravel
- Mission de France : Hervé Giraud, Yves Patenôtre prélat émérite, Georges Gilson prélat émérite.

### France d'outre-mer
- Basse-Terre et Pointe-à-Pitre : Jean-Yves Riocreux, Ernest Cabo évêque émérite
- Cayenne : Emmanuel Lafont
- Saint-Pierre et Fort-de-France : David Macaire, Michel Méranville archevêque émérite
- Taiohae (ou Tefenuaenata) (Îles Marquises) : Pascal Chang-Soi, Guy Chevalier évêque émérite
- Îles Wallis-et-Futuna : Ghislain de Rasilly
- Nouméa : Michel-Marie Calvet
- Papeete : Jean-Pierre Cottanceau, Hubert Coppenrath, archevêque émérite
- Saint-Denis de La Réunion : Gilbert Aubry
- Saint-Pierre et Miquelon : Pierre Gaschy, vicaire apostolique Lucien Fischer, vicaire apostolique émérite.

### Églises orientales en France
- Éparchie de Sainte-Croix de Paris des Arméniens catholiques de France : Jean Teyrouz
- Éparchie Notre-Dame du Liban de Paris des Maronites: Nasser Gemayel
- Éparchie Saint Vladimir le Grand de Paris des Ukrainiens : Borys Gudziak
- Ordinariat de France des catholiques orientaux : cardinal André Vingt-Trois

### Au service du Saint-Siège
Plusieurs évêques français exercent des fonctions dans les services diplomatiques du Saint-Siège ou dans les différents organismes de la Curie romaine.
- Tribunal suprême de la signature apostolique : cardinal Dominique Mamberti préfet
- Conseil pontifical pour le dialogue inter-religieux : cardinal Jean-Louis Tauran président
- Archives secrètes du Vatican et Bibliothèque apostolique vaticane : Jean-Louis Bruguès archiviste et bibliothécaire
- Conseil pontifical pour la famille : Jean Laffitte secrétaire
- Congrégation pour le clergé : Joël Mercier, secrétaire
- Conseil pontifical « Justice et Paix » : cardinal Roger Etchegaray président émérite
- Conseil pontifical pour la culture : cardinal Paul Poupard président émérite
- Nonciature au  Ghana : Jean-Marie Speich, nonce
- Nonciature au  Guatemala : Nicolas Thevenin, nonce
- Nonciature aux États-Unis : Christophe Pierre nonce
- Nonciature près l'Union européenne : Alain Lebeaupin nonce
- Service diplomatique : François Bacqué nonce apostolique émérite, Jean-Paul Gobel nonce apostolique émérite, André Dupuy nonce apostolique émérite
- Institut biblique pontifical: cardinal Albert Vanhoye, SJ, professeur émérite d'écritures saintes.

### Au service de diocèses étrangers
- Alger (Algérie) : Paul Desfarges, Henri Teissier archevêque émérite
- Andong (Corée du Sud) : René Dupont évêque émérite
- Constantine (Algérie) : Gabriel Piroird évêque émérite
- Djibouti (Djibouti) : Georges Perron évêque émérite
- Estonie : Philippe Jourdan administrateur apostolique
- Guajará-Mirim (pt) (Brésil): Geraldo Verdier, évêque émérite
- Impfondo (République du Congo) : Jean Gardin
- Istanbul (Turquie): Louis Pelâtre, vicaire apostolique émérite
- Kerema (en) (Papouasie-Nouvelle-Guinée) : Paul Marx, évêque émérite
- Laghouat (Algérie) : Claude Rault
- Makokou (Gabon) :  Joseph Koerber, vicaire apostolique
- Monaco : Bernard Barsi
- Mongo (Tchad) : Henri Coudray, vicaire apostolique
- Mouila (de) (Gabon) : Dominique Bonnet, évêque émérite
- N'Djaména (Tchad) : Charles Vandame archevêque émérite
- Niamey (Niger) : Michel Cartatéguy, archevêque émérite; Guy Romano, évêque émérite
- Oran (Algérie) : Jean-Paul Vesco, Alphonse Georger, évêque émérite
- Ouesso (République du Congo) : Yves Monot
- Pala (Tchad) : Georges-Hilaire Dupont évêque émérite
- Phnom-Penh (Cambodge) : Olivier Schmitthaeusler vicaire apostolique, Yves Ramousse vicaire apostolique émérite
- Rabat (Maroc) : Vincent Landel : archevêque
- Santissima Conceição do Araguaia (Brésil) : Dominique You
- Savannakhet (Laos) : Pierre Bach vicaire apostolique émérite
- Tôlagnaro (de) (Madagascar) : Jean Zévaco évêque émérite
- Viana (pt) (Brésil) : Xavier Gilles de Maupeou évêque émérite

### Autres situations
- Jacques Gaillot, évêque titulaire de Partenia.
- Bernard Tissier de Mallerais, évêque de la Fraternité sacerdotale Saint-Pie-X.
- Jean-Michel Faure, évêque de l'Union sacerdotale Marcel-Lefebvre (excommunié).